# Euphyia mediovittaria
Euphyia mediovittaria là một loài bướm đêm trong họ Geometridae.